# 张希斌
张希斌（1909年—1990年5月30日），圣名玛窦，耶穌會會士，中国天主教神父。

## 生平
1909年，张希斌出生于中国上海。1922年就读于徐汇中学。1925年入上海教区小修道院。1928年入震旦大学深造，神学院毕业之后，出任震旦大学附属扬州震旦中学校长，1940年出任常熟鹿苑有原中学校长（1942年迁往苏州）。1949年任上海主母会文学院院长、上海大通路小德肋撒堂司铎。1955年9月8日夜，张希斌与龚品梅主教及30名神父同时被捕。1960年3月17日被判处徒刑20年，关押在上海市第一看守所和上海市提篮桥监狱。1978年下半年释放。1981年11月再次被捕，关在上海市第一看守所，后因病软禁在天主教上海教区收容所。